# Luigi Casero
Luigi Casero (Legnano, 14 juin 1958) est un homme politique italien, membre du parti Alternative populaire.

## Biographie
Expert-comptable agréé. Dans sa jeunesse, il est membre du Partito Repubblicano Italiano ; en 1993, il rejoint la giunta di Milano dirigée par Gabriele Albertini en tant que responsable du budget. En 1994, il rejoint Forza Italia, avec laquelle il est élu député pour la première fois en 2001, réélu en 2006. Il est également réélu à Montecitorio sur la liste du Popolo della Libertà en 2008. 
Il est sous-secrétaire d’État à l'économie et aux finances dans le gouvernement Berlusconi IV.
Le 16 novembre 2013, en même temps qu'il suspenda ses activités au sein d’Il Popolo della Libertà, il rejoint le Nouveau Centre-droit dirigé par Angelino Alfano,.
Il est vice-ministre de l'Économie et des Finances sous la direction du ministre Fabrizio Saccomanni dans le gouvernement Letta, et confirmé dans cette charge au sein du gouvernement Renzi et du gouvernement Gentiloni. 